# Command (tasto)

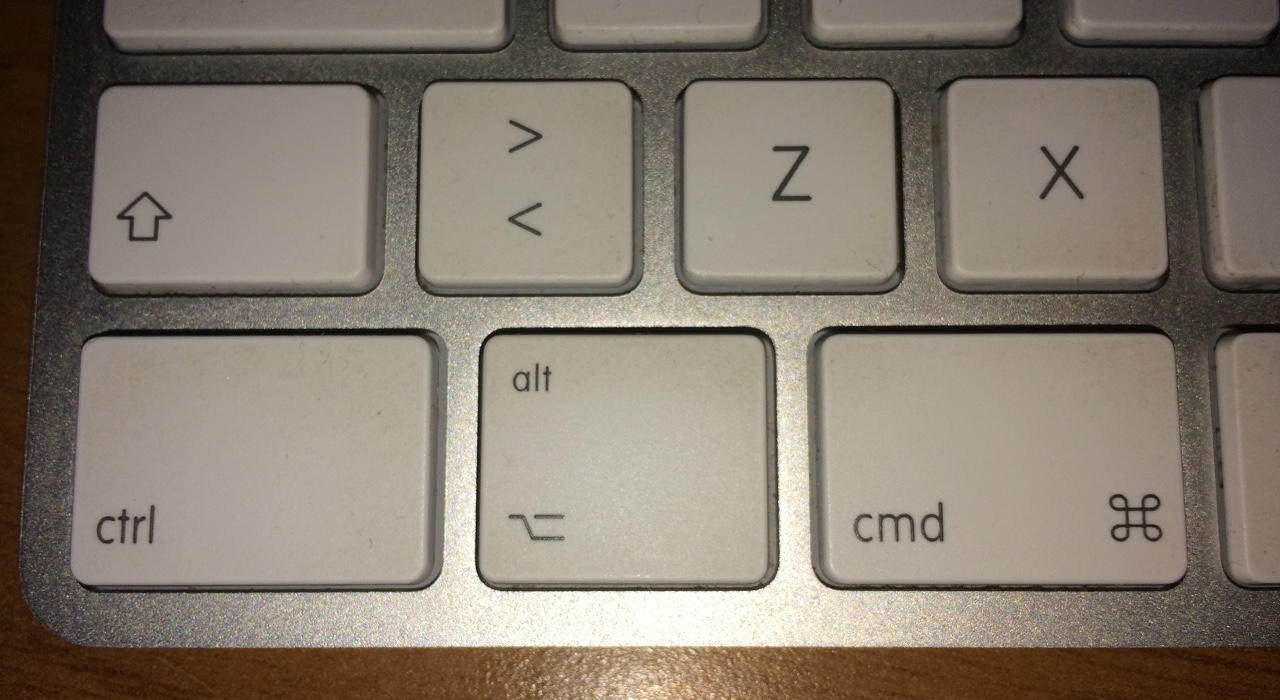
Tasti modificatori su una tastiera Apple: il tasto "Comando" è il primo a destra.

Il tasto Command (⌘), in italiano Comando, è un tasto modificatore presente sulle tastiere Apple che viene utilizzato per far eseguire al computer determinate operazioni mediante una combinazione di tasti.
Il simbolo "⌘" fu scelto da Susan Kare durante la creazione delle icone per l'interfaccia grafica del primo Macintosh al posto della "mela" dato che Steve Jobs non voleva che il simbolo aziendale fosse usato in maniera eccessiva nei menu a tendina del computer.

## Utilizzo
La funzione del tasto "comando" è quella di facilitare tramite tastiera l'esecuzione di operazioni che normalmente l'utente dovrebbe eseguire con il mouse o un altro dispositivo di inserimento. Classici esempi sono le funzioni di copia e incolla, eseguibili mediante le combinazioni ⌘ Cmd+C e ⌘ Cmd+V, rispettivamente, o ⌘ Cmd+I, usato per aprire la scheda delle proprietà di un file. Il tasto "comando" può essere utilizzato anche in combinazione con altri tasti modificatori, ad esempio all'interno del Finder la combinazione ⌥ Opt+⌘ Cmd+L permette di aprire la cartella "Download".

## Storia

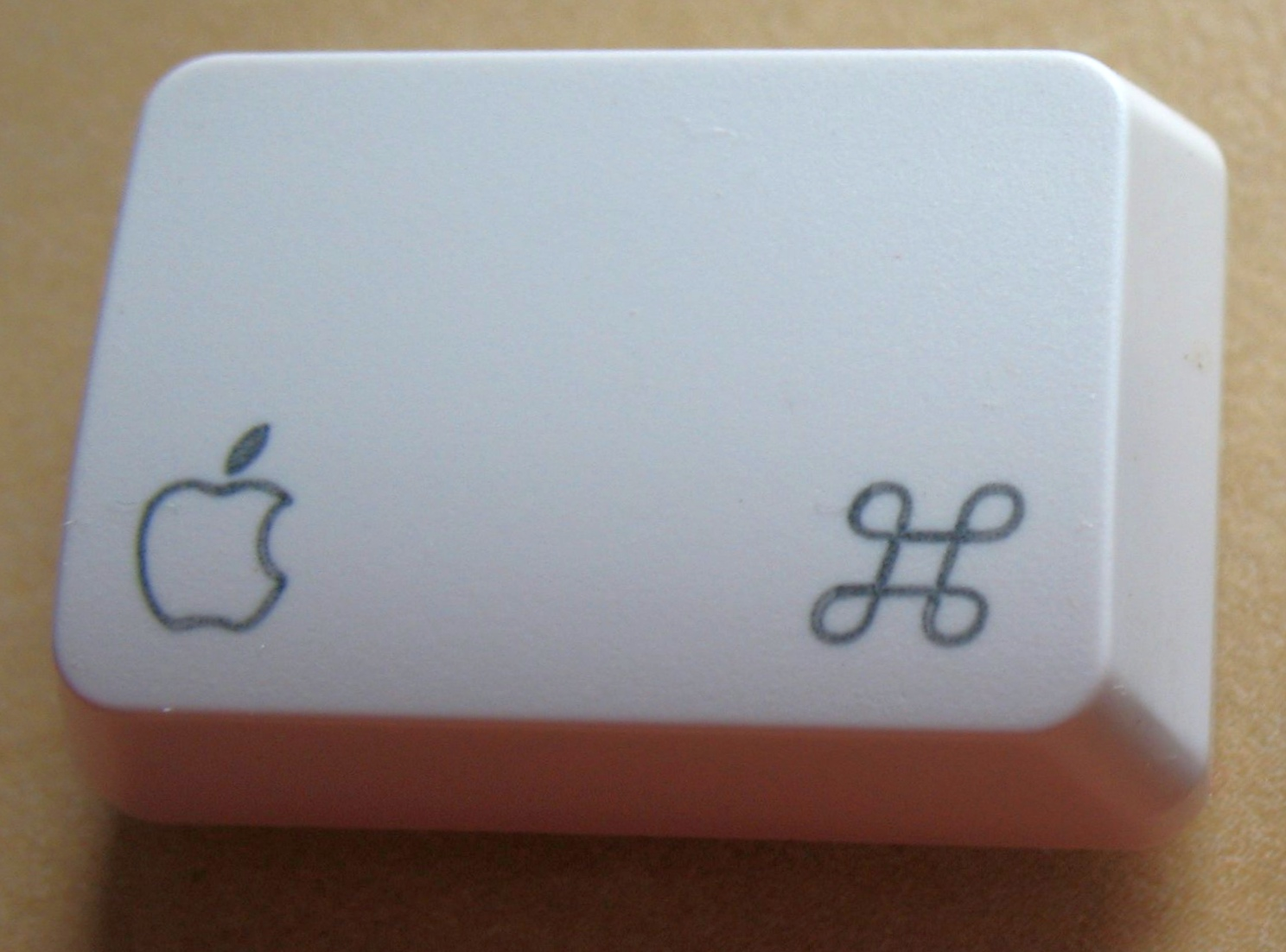
Il tasto "Command" su una vecchia tastiera Apple

I computer Apple non avevano inizialmente un tasto denominato "comando". La prima apparizione fu sull'Apple III del 1980, dove furono inseriti 2 tasti, uno a sinistra ed uno a destra della barra spaziatrice. Questi tasti riportavano il simbolo della "mela morsicata", ma con una differenza: il tasto a sinistra riportava la mela piena di colore mentre quello a destra con il solo contorno. Per questa differenza grafica, Apple indicava i 2 simboli come "closed apple" (mela piena) e "open apple" (mela vuota). I tasti furono introdotti anche sull'Apple Lisa (solo la "closed apple"), sull'Apple IIe e sull'Apple IIc.
Quando fu presentato il Macintosh 128K nel 1984 la sua tastiera fu dotata di un solo tasto "comando", ma con una diversa icona: il nodo di Salomone, il cui simbolo è ⌘, perché Steve Jobs pensava che mostrare il logo Apple in tutti i menu come scorciatoia da tastiera lo sminuisse. Vedendo una delle versioni di sviluppo dell'interfaccia del Mac, egli infatti criticò l'uso eccessivo del logo: «Ci sono troppe Mele sullo schermo! È ridicolo! Stiamo usando il logo Apple invano! Dobbiamo smettere di farlo!». Susan Kare, la disegnatrice che lavorava alla creazione delle icone del computer, prese un dizionario di simboli grafici e trovò il nodo di Salomone, "⌘", che nei paesi Scandinavi è usato per indicare un luogo di interesse o un campeggio. Il simbolo piacque e fu adottato come icona del tasto "comando".
Nel 1987 debuttò l'Apple IIGS, che utilizzava l'Apple Desktop Bus (ADB) dei Macintosh per collegare la tastiera ed il mouse: in questo modo gli utenti potevano utilizzare su questo computer le periferiche dei modelli superiori. Per produrre un tipo di tastiera che potesse andar bene anche agli utenti dell'Apple IIGS ed alla sua interfaccia, sulle tastiere ADB Apple iniziò ad inserire l'icona della "mela vuota" accanto al simbolo ⌘. L'icona della mela è stata tolta solo nel 2007, quando Apple l'ha sostituita con la scritta command sulle tastiere americane e con la scritta "cmd" su quelle internazionali.